# Crossosoma casalei
Crossosoma casalei är en mångfotingart som beskrevs av Pius Strasser 1979. Crossosoma casalei ingår i släktet Crossosoma och familjen knöldubbelfotingar. Inga underarter finns listade i Catalogue of Life.